# Čeremchovo
Čeremchovo (rusky Черемхово) je město v Irkutské oblasti v Ruské federaci. Při sčítání lidu v roce 2010 mělo přes padesát tisíc obyvatel.

## Poloha
Čeremchovo leží v severním předhůří Východního Sajanu přibližně patnáct kilometrů západně od západního břehu Angary, kde leží město Svirsk. Od Irkutsku, správního střediska oblasti, je Čeremchovo vzdáleno přibližně 130 kilometrů na severozápad.

## Dějiny
Čeremchovo bylo založeno v roce 1772 jako poštovní stanice na Sibiřském traktu.
Městem je Čeremchovo od roku 1917.

### Rodáci
- Albina Tuzovová (1929–1984), rychlobruslařka
- Alexandr Fjodorovič Poleščuk (* 1953), kosmonaut